# Wolfram Kaminke
Wolfram Kaminke, conosciuto in America con il nome Dick (Bad Reichenhall, 14 marzo 1947 – Berlino, 28 aprile 2020), è stato un calciatore tedesco, di ruolo attaccante.

## Biografia
Era fratello di Jörn, anche lui calciatore. Lasciato il calcio giocato si trasferì a Lisbona con sua moglie Heidelore ed i figli Vanessa e Dennis dove aprì una pizzeria. Ritornò in Germania poco prima della morte, avvenuta nel 2020 all'età di 73 anni.

## Carriera
Si forma ed inizia la carriera nel Kaiserslautern, con cui gioca due stagioni della massima serie tedesca ottenendo come miglior piazzamento il quinto posto nella Fußball-Bundesliga 1966-1967.
Nel 1968 viene ingaggiato dagli statunitensi del Detroit Cougars, per disputare la prima edizione della North American Soccer League. Con il club di Detroit ottiene il quarto ed ultimo posto della Lakes Division.
Ritornato in Europa, si trasferisce nei Paesi Bassi per giocare nel DOS, con cui ottiene il diciassettesimo posto nell'Eredivisie 1968-1969.
Lasciato il DOS, torna in patria per giocare una stagione con i cadetti del Göttingen.
Nel 1970 si trasferisce in Svizzera, per giocare nel Friburgo. Con i Pingouins retrocede in cadetteria al termine della Lega Nazionale A 1970-1971, dopo aver perso lo spareggio salvezza contro il Sion. Ottenne la stagione seguente la promozione in massima serie.
Chiuse la carriera nel Martigny, sempre nella serie cadetta svizzera.